# Zebra Football Club
Il Zebra Football Club è una società di calcio est-timorese, con sede a Dili. Milita nella Super Liga Timorense.

## Storia
Nel 2005 viene scelta per partecipare alla ASEAN Club Championship 2005, venendo selezionata al posto della vincitrice del campionato timorese 2004.
Nella stagione 2005-2006 ottiene il quarto posto finale, battuto nella finalina per il terzo posto dall'Académica.